# Arnold Abelinti
Arnold Abelinti, né le 9 septembre 1991 à Kourou (Guyane), est un footballeur français et international guyanais. Pouvant évoluer à tous les postes d'attaquant, il joue actuellement pour le Olympique d'Alès.

## Biographie
Formé à l'US Orléans, il s'engage avec Saint-Pryvé Saint-Hilaire Football Club en national 3 (ex CFA 2). 
En 2014, il signe un contrat avec Limoges FC. Un an plus tard, il fait son retour à Saint-Pryvé mais ne reste qu'une saison. Auteur de quatorze buts pour vingt-quatre matchs, il est courtisé au mercato. 
Après de belles prestations, il signe à la JA Drancy où il marque dix buts avant de retourner au Limoges FC pour une durée d'un an. 
En 2018, il signe en Auvergne au Moulins Yzeure Foot. 
En juin 2019, il paraphe son contrat avec SO Romorantin.

## Palmarès
Avec l'équipe de Guyane
- Troisième place de la Coupe caribéenne en 2017

## Statistiques

### En club
Le tableau ci-dessous récapitule les statistiques d'Arnold Abelinti lors de sa carrière en club :
| Saison                | Club                  | Championnat           | Championnat | Championnat | Coupe(s) nationale(s) | Coupe(s) nationale(s) | Total | Total |
| Saison                | Club                  | Division              | M.          | B.          | M.                    | B.                    | M.    | B.    |
| 2013-2014             | Saint-Pryvé SH FC     | 5                     | 24          | 14          | 1                     | 0                     | 25    | 14    |
| 2014-2015             | Limoges FC            | 4                     | 20          | 5           | -                     | -                     | 20    | 5     |
| 2015-2016             | Saint-Pryvé SH FC     | 5                     | 24          | 14          | -                     | -                     | 24    | 14    |
| 2016-2017             | JA Drancy             | 4                     | 26          | 10          | 1                     | 0                     | 27    | 10    |
| 2017-2018             | Limoges FC            | 4                     | 26          | 6           | 3                     | 1                     | 29    | 7     |
| 2018-2019             | AS Yzeure             | 4                     | 26          | 4           | -                     | -                     | 26    | 4     |
| 2019-2020             | SO Romorantin         | 4                     | 13          | 2           | -                     | -                     | 13    | 2     |
| Total sur la carrière | Total sur la carrière | Total sur la carrière | 159         | 55          | 4                     | 1                     | 163   | 56    |

### Buts en équipe nationale
| No | Date           | Stade, ville, pays                              | Adversaire                 | Résultat | Compétition                                  |
| -- | -------------- | ----------------------------------------------- | -------------------------- | -------- | -------------------------------------------- |
| 1  | 19 juin 2016   | Stade Edmard-Lama, Remire-Montjoly, Guyane      | Bermudes                   | V 3-0    | Qualifications pour la Coupe caribéenne 2017 |
| 2  | 8 octobre 2016 | Stade Edmard-Lama, Remire-Montjoly, Guyane      | Saint-Christophe-et-Niévès | V 1-0    | Qualifications pour la Coupe caribéenne 2017 |
| 3  | 17 juin 2017   | Stade Edmard-Lama, Remire-Montjoly, Guyane      | Barbade                    | V 3-0    | Match amical                                 |
| 4  | 6 juillet 2021 | Drive Pink Stadium, Fort Lauderdale, États-Unis | Trinité-et-Tobago          | N 1-1    | Éliminatoires de la Gold Cup 2021            |